# Copa de Chipre 2016 (fútbol femenino)
La Copa de Chipre 2016 fue la novena edición de la Copa de Chipre, un torneo de fútbol femenino invitacional que se celebra anualmente en Chipre. Se realizó entre el 2 y el 11 de marzo de 2016.

## Equipos
- Italia
- Finlandia
- Austria
- Polonia
- Irlanda
- República Checa
- Gales
- Hungría

## Grupo A
| Equipos | Pts | PJ | PG | PE | PP | GF | GC | Dif |
| ------- | --- | -- | -- | -- | -- | -- | -- | --- |
| Austria | 7   | 3  | 4  | 1  | 0  | 4  | 1  | +3  |
| Italia  | 5   | 3  | 1  | 2  | 0  | 3  | 1  | +2  |
| Hungría | 3   | 3  | 1  | 0  | 2  | 4  | -2 | -2  |
| Irlanda | 1   | 3  | 0  | 1  | 2  | 1  | 4  | -3  |

| 2 de marzo de 2016, 14:30 | Austria        | 2:0     | República de Irlanda | Estadio Anagennisi, Deryneia |  |
|                           | Burger 20' 54' | Reporte |                      |                              |  |

| 2 de marzo de 2016, 17:30 | Hungría | 0:2     | Italia                        | Estadio Anagennisi, Deryneia |  |
|                           |         | Reporte | Gabbiadini 13' · Sabatino 24' |                              |  |

| 4 de marzo de 2016, 14:30 | Austria                  | 2:1     | Hungría   | Estadio GSZ, Larnaca |  |
|                           | Zadrazil 49' · Billa 78' | Reporte | Zágor 66' |                      |  |

| 4 de marzo de 2016, 17:30 | Italia        | 1:1     | República de Irlanda | Estadio GSZ, Larnaca |  |
|                           | Carissimi 85' | Reporte | McCabe 90'           |                      |  |

| 7 de marzo de 2016, 14:30 | Italia | 0:0     | Austria | Estadio GSZ, Larnaca |  |
|                           |        | Reporte |         |                      |  |

| 7 de marzo de 2016, 17:30 | República de Irlanda | 0:1     | Hungría   | Estadio Paralimni, Paralimni |  |
|                           |                      | Reporte | Szabó 76' |                              |  |

## Grupo B
| Equipos         | Pts | PJ | PG | PE | PP | GF | GC | Dif |
| --------------- | --- | -- | -- | -- | -- | -- | -- | --- |
| Polonia         | 7   | 3  | 2  | 1  | 0  | 3  | 1  | +2  |
| República Checa | 6   | 3  | 2  | 0  | 1  | 4  | 2  | +2  |
| Gales           | 2   | 3  | 0  | 2  | 1  | 3  | 4  | -1  |
| Finlandia       | 1   | 3  | 0  | 1  | 2  | 3  | 6  | -3  |

| 2 de marzo de 2016, 14:30 | Gales                   | 2:2     | Finlandia              | Estadio GSZ, Larnaca |  |
|                           | Green 34' · Chivers 87' | Reporte | Engman 11' · Saari 62' |                      |  |

| 2 de marzo de 2016, 17:30 | Polonia        | 1:0     | República Checa | Estadio GSZ, Larnaca |  |
|                           | Chojnowski 76' | Reporte |                 |                      |  |

| 4 de marzo de 2016, 14:30 | Gales    | 1:1     | Polonia       | Estadio Paralimni, Paralimni |  |
|                           | Ward 24' | Reporte | Ewa Pajor 31' |                              |  |

| 4 de marzo de 2016, 17:30 | Finlandia      | 1:3     | República Checa                     | Estadio Paralimni, Paralimni |  |
|                           | Danielsson 60' | Reporte | Necidová 2' · Lucie Voňková 10' 18' |                              |  |

| 7 de marzo de 2016, 14:30 | Finlandia | 0:1     | Polonia        | Estadio GSZ, Larnaca |  |
|                           |           | Reporte | Wiankowska 22' |                      |  |

| 7 de marzo de 2016, 14:30 | República Checa | 1:0     | Gales | Estadio Paralimni, Paralimni |  |
|                           | Necidová 88'    | Reporte |       |                              |  |

## Etapa de octavos de final

### Partido por el séptimo lugar
| 9 de marzo de 2016, 11:00 | República de Irlanda             | 2:0     | Finlandia | Estadio Paralimni, Paralimni |  |
|                           | Littlejohn 3' (pen.) · Quinn 13' | Reporte |           |                              |  |

### Partido por el quinto lugar
| 9 de marzo de 2016, 14:00 | Hungría                  | 2:1     | Gales        | Estadio Paralimni, Paralimni |  |
|                           | Csiszár 26' · Vágó 90+1' | Reporte | Estcourt 75' |                              |  |

### Partido por el tercer lugar
| 9 de marzo de 2016, 14:00 | Italia                                    | 3:1     | República Checa    | Estadio GSZ, Larnaca |  |
|                           | Guagni 63' · Bonansea 89' · Girelli 90+2' | Reporte | Voňková 45' (pen.) |                      |  |

### Final
| 9 de marzo de 2016, 17:00 | Austria                    | 2:1     | Polonia    | Estadio GSZ, Larnaca |  |
|                           | Burger 11' · Schiechtl 89' | Reporte | Kamczyk 3' |                      |  |

## Clasificación Final
| Lugar | Equipo          |
| ----- | --------------- |
|       | Austria         |
|       | Polonia         |
|       | Italia          |
| 4     | República Checa |
| 5     | Hungría         |
| 6     | Gales           |
| 7     | Irlanda         |
| 8     | Finlandia       |

## Goleadoras
3 goles
- Nina Burger

- Lucie Voňková

2 goles
- Simona Necidová

1 gol
- Nicole Billa
- Katharina Schiechtl
- Sarah Zadrazil
- Jenny Danielsson
- Adelina Engman
- Maija Saari
- Henrietta Csiszár
- Viktória Szabó
- Fanny Vágó
- Bernadett Zágor
- Barbara Bonansea
- Marta Carissimi
- Melania Gabbiadini
- Cristiana Girelli
- Alia Guagni
- Daniela Sabatino
- Silvana Chojnowski
- Ewelina Kamczyk
- Ewa Pajor
- Martyna Wiankowska
- Ruesha Littlejohn
- Katie McCabe
- Louise Quinn
- Chloe Chivers
- Charlie Estcourt
- Kayleigh Green
- Helen Ward

## Estadios
| Estadio             | Ciudad    | Capacidad |
| ------------------- | --------- | --------- |
| Estadio GSP         | Nicosia   | 22,859    |
| Estadio GSZ         | Larnaca   | 13,032    |
| Estadio Ammochostos | Larnaca   | 5,500     |
| Estadio Paralimni   | Paralimni | 5,800     |